# Bédeille (Ariège)
Bédeille ist eine französische Gemeinde mit 76 Einwohnern (Stand 1. Januar 2022) im Département Ariège in der Region Okzitanien. Sie gehört zum Kanton Portes du Couserans und zum Arrondissement Saint-Girons.
Nachbargemeinden sind Betchat im Nordwesten, Fabas im Norden, Tourtouse im Osten, Barjac im Südosten, Taurignan-Castet im Süden und Bagert im Westen.

## Bevölkerungsentwicklung
| Jahr      | 1962 | 1968 | 1975 | 1982 | 1990 | 1999 | 2008 | 2015 |
| --------- | ---- | ---- | ---- | ---- | ---- | ---- | ---- | ---- |
| Einwohner | 100  | 83   | 73   | 76   | 56   | 72   | 83   | 73   |